# Honda Remix
Honda Remix – koncepcyjny dwumiejscowy sportowy samochód Hondy przeznaczony do codziennego użytku. Został zaprojektowany przez amerykański oddział koncernu.
Auto z niskim prześwitem wykonano z aluminium. Napęd auta stanowi mały czterocylindrowy silnik z sześciobiegową skrzynią biegów. Mimo małych rozmiarów samochód ma dużą przestrzeń bagażową.